# Pantodonta
Pantodonta je podřád (podle jiných názorů samostatný řád) vyhynulých savců z řádu Cimolesta a skupiny (kladu) Eutheria, kteří žili v období starších třetihor (paleogénu), v době před 66 až 34 miliony let. Představovali vůbec první velké býložravé savce, kteří se objevili po velkém vymírání na konci křídy před 66 miliony let, kdy vyhynuli například i populární dinosauři.

## Historie a popis

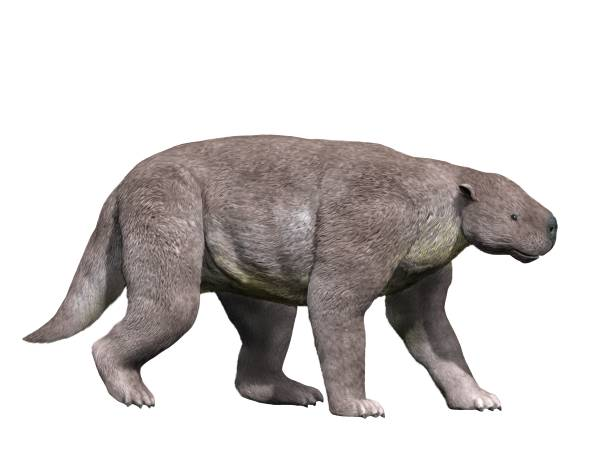
Barylambda - rekonstrukce vzezření

Skupinu Pantodonta formálně popsal americký paleontolog Edward Drinker Cope v roce 1873. Pantodonti byli poměrně robustní býložraví savci s poměrně krátkýma nohama, kopýtkovitými drápy a zpravidla i dlouhým ocasem, geograficky značně rozšíření od Jižní Ameriky po Čínu. Nejmenší zástupci dosahovali tělesné hmotnosti pouhých 10 kg, ti největší (jako rod Barylambda) pak i přes 500 kg. Mezi známé zástupce patří také rody Titanoides a Coryphodon, které se vzhledem, ale i svým chrupem se silně vyvinutými špičáky a řezáky, podobaly současnému hrošíkovi liberijskému.